# Filialmanagement
Die Zeitschrift Filialmanagement ist ein deutschsprachiges Fachmagazin für mittelständische Betriebe im Bäckerhandwerk sowie Führungskräfte und Entscheider im Bäckerei-Fachverkauf, das sechs Mal im Jahr erscheint. Es wurde 2009 gegründet. Die Zielgruppe sind filialisierende Bäcker in Deutschland, Österreich und der Schweiz. Das Magazin erscheint bei der INGER Verlagsgesellschaft mbH mit Sitz in Osnabrück. Chefredakteur und Geschäftsführer des Verlages ist Trond Patzphal.

## Schwerpunktthemen und Rubriken

### Rubriken
Die Zeitschrift ist aufgeteilt in die Rubriken Tipps und Ideen, Kongress und Messe, Titelthema / Themenschwerpunkt der Ausgabe, Management, EDV, Weiterbildung und Kolumne.

### Themen
Schwerpunkt bilden die Bäckereiverkaufs-Themen Mitarbeiterführung, Mitarbeiterbindung, Kassen-Lösungen / POS, Logistik, Controlling, Retouren, Sortimentsgestaltung, Verkaufspraxis, Snackveredelung, Kaffee / Kaffeemaschinen, Qualitätssicherung im Ladengeschäft und Selbstmanagement.

## Geschichte
Die Filialmanagement wurde 2009 von der Inger Verlagsgesellschaft in Osnabrück gegründet. Von 2009 bis 2017 erschien die Zeitschrift vierteljährlich, seit 2018 zweimonatig. 2018 wurde die Fachzeitschrift von der Convention Verlagsgesellschaft in Osnabrück übernommen. Verleger und Herausgeber ist seit Gründung Trond Patzphal.

## Filialmanagementtag
Die INGER Verlagsgesellschaft veranstaltet mit seiner Zeitschrift Filialmanagement regelmäßig Seminare und Vorträge. Der Filialmanagementtag findet jährlich statt. In den Jahren 2014, 2015 und 2017 fand er in Osnabrück, 2016 und 2018 fand er in Münster statt. Zusätzlich zum regulären Filialmanagementtag fand am 14. Mai 2019 der erste Filialmanagementtag Spezial in Münster statt, wo im Oktober auch der reguläre Filialmanagementtag stattfinden soll.

## Auszeichnungen der Filialmanagement
Die INGER Verlagsgesellschaft verleiht mit seiner Zeitschrift Filialmanagement regelmäßig Auszeichnungen. Die Auszeichnung zum Verkaufsleiter des Jahres wurde 2017 von der Inger Verlagsgesellschaft ins Leben gerufen. Ausgezeichnet werden herausragende Verkaufsleiter im Bäckerei-Fachverkauf.

## Filialmanagement Community
Am 5. Oktober 2016 ging die Filialmanagement Community (damals: Filialmanagement – the new community) online. Der Eintritt in das Branchenportal ist ausnahmslos Führungskräften im Bäckerei-Fachverkauf sowie der Systemgastronomie vorbehalten. Während es Anfang nur eine bezahlte Mitgliedschaft gab, wurde 2018 ein Basis-Premium-Modell eingeführt. Die Funktionen des Portals beinhalten ein Forum, Mitgliederseiten sowie ein Artikel-Archiv (Premiummitgliedschaft erforderlich). Die Artikel im Archiv sind ausgewählte Beiträge der Zeitschriften Back Journal, BIOwelt, DBZ Magazin, Filialmanagement, Coffee Business und BäckerGastro.